# Campeonato Catarinense de Futebol de 1997
O Campeonato Catarinense de Futebol de 1997 foi a 72ª edição do principal torneio de futebol de Santa Catarina, sendo vencida pelo Avaí.

## Primeira Divisão

### Fórmula de disputa
Os 10 participantes jogaram em um grupo único. O campeonato foi dividido em três fases:
Turno: Os clubes jogaram todos contra todos em turno único. Os 4 melhores colocados do grupo foram classificados para as semifinais. As semifinais foram disputadas em jogos de ida e volta, sendo que o primeiro colocado enfrentou o quarto e o segundo o terceiro. Os vencedores se enfrentaram em uma final de dois jogos e o vencedor desta foi classificado para a fase final.
Returno: Idêntico ao primeiro, com os jogos de volta.
Fase Final: Os dois vencedores dos turnos mais os dois melhores colocados do campeonato (Turno mais returno - excluindo os jogos dos confrontos eliminatórios) foram classificados para esta fase. Estes jogaram semifinais de dois jogos. Os vencedores disputaram uma final de também dois jogos. O vencedor desta foi declarado Campeão Catarinense da Primeira Divisão de 1997 e ele e o vice-campeão foram classificados para a Copa do Brasil de 1998. O último colocado (turno+returno menos jogos eliminatórios) foi rebaixado à Segunda Divisão do Campeonato Catarinense de 1998.
Nas fases eliminatórias, vence o clube que somar mais pontos, independente do saldo de gols, caso haja empate, zera-se o placar e realiza-se uma prorrogação de 30 minutos, caso o empate persista, o melhor colocado das fases iniciais (de pontos corridos) do respectivo turno é classificado (caso esteja na fase final, o melhor colocado da classificação geral avança).

### Turno

#### Jogos

##### 1ª Rodada
- 15 de fevereiro de 1997

Criciúma       0-1 Chapecoense
- 16 de fevereiro de 1997

Avaí           1-0 Blumenau
Joinville      3-1 Figueirense
Juventus       2-2 Marcílio Dias
Tubarão        1-0 Atlético

##### 2ª Rodada
- 19 de fevereiro de 1997

Figueirense    2-0 Juventus
Atlético       2-0 Avaí
Blumenau       2-1 Criciúma
Marcílio Dias  1-1 Tubarão
- 20 de fevereiro de 1997

Chapecoense    2-1 Joinville

##### 3ª Rodada
- 23 de fevereiro de 1997

Avaí           3-1 Marcílio Dias
Tubarão        1-0 Figueirense
Blumenau       0-0 Chapecoense
Criciúma       4-2 Atlético
Juventus       1-0 Joinville

##### 4ª Rodada
Figueirense    1-1 Avaí
Chapecoense    3-1 Juventus
Joinville      4-0 Tubarão
Marcílio Dias  1-1 Criciúma
Atlético       1-0 Blumenau

##### 5ª Rodada
- 5 de março de 1997

Avaí           3-2 Joinville
Criciúma       1-2 Figueirense
Atlético       2-0 Chapecoense
Blumenau       0-1 Marcílio Dias
Tubarão        1-2 Juventus

##### 6ª Rodada
- 9 de março de 1997

Figueirense    4-0 Blumenau
Juventus       2-0 Avai
Chapecoense    2-2 Tubarão
Joinville      2-0 Criciúma
Marcílio Dias  1-1 Atlético

##### 7ª Rodada
- 12 de março de 1997

Avaí           2-0 Tubarão
Marcílio Dias  1-1 Chapecoense
Blumenau       1-0 Joinville
Criciuma       9-1 Juventus
- 27 de fevereiro de 1997

Atlético       0-0 Figueirense

##### 8ª Rodada
- 16 de março de 1997

Figueirense    1-1 Marcílio Dias
Chapecoense    2-1 Avaí
Tubarão        3-1 Criciúma
Juventus       0-3 Blumenau
Joinville      6-2 Atlético

##### 9ª Rodada
- 23 de março de 1997

Figueirense    1-1 Chapecoense
Criciúma       1-3 Avaí
Marcílio Dias  3-1 Joinville
Atletico       5-2 Juventus
Blumenau       1-0 Tubarão

#### Classificação
| 1 | Avaí               | 16 | 9 | 5 | 1 | 3 | 14 | 11 | +3  |
| 2 | Chapecoense        | 16 | 9 | 4 | 4 | 1 | 12 | 9  | +3  |
| 3 | Atlético Alto Vale | 14 | 9 | 4 | 2 | 3 | 15 | 14 | +1  |
| 4 | Blumenau           | 13 | 9 | 4 | 1 | 4 | 7  | 8  | -1  |
| 5 | Figueirense        | 13 | 9 | 3 | 4 | 2 | 12 | 8  | +4  |
| 6 | Joinville          | 12 | 9 | 4 | 0 | 5 | 19 | 13 | +6  |
| 7 | Marcílio Dias      | 12 | 9 | 2 | 6 | 1 | 12 | 11 | +1  |
| 8 | Tubarão            | 11 | 9 | 3 | 2 | 4 | 9  | 13 | -4  |
| 9 | Juventus           | 10 | 9 | 3 | 1 | 5 | 11 | 25 | -14 |
| 10 | Criciúma           | 7  | 9 | 2 | 1 | 6 | 18 | 17 | +1  |
| PG - pontos ganhos; J - jogos; V - vitórias; E - empates; D - derrotas; GP - gols pró; GC - gols contra; SG - saldo de gols |                    |    |   |   |   |   |    |    |     |

#### Semi-Finais
As semifinais foram disputadas em jogos de ida e volta, sendo que o melhor colocado da tabela joga a partida de volta em casa.
- Jogo 1: 26 de março de 1997
- Jogo 2: 30 de março de 1997

| Time 1*            | Time 2      | Jogo 1 | Jogo 2 |
| ------------------ | ----------- | ------ | ------ |
| Blumenau           | Avaí**      | 0-0    | 0-0    |
| Atlético Alto Vale | Chapecoense | 0-2    | 3-4    |

* Os clubes citados primeiro tiveram a primeira partida jogada em casa, ou seja, tiveram pior colocação que o segundo citado.

** Clube classificado devido ao melhor desempenho na fase inicial.

Itálico: Clubes classificados para a final.

#### Final
O melhor colocado na classificação geral (Chapecoense) jogou a partida de volta em casa.
- Jogo 1: 3 de abril de 1997
- Jogo 2: 6 de abril de 1997

| Campeão | Vice-Campeão | Jogo 1 | Jogo 2 |
| ------- | ------------ | ------ | ------ |
| Avaí    | Chapecoense  | 2-2    | 2-1    |

Itálico: Clube campeão da primeira fase e classificado para as finais.

### Returno

#### Jogos

##### 10ª Rodada
- 12 de abril de 1997

Atlético       1-1 Tubarão
Chapecoense    3-1 Criciúma
- 13 de abril de 1997

Blumenau       3-3 Avaí
Marcílio Dias  2-2 Juventus
Figueirense    0-0 Joinville

##### 11ª Rodada
- 16 de abril de 1997

Joinville      3-1 Chapecoense
Juventus       0-2 Figueirense
Avaí           2-0 Atlético
Tubarão        2-1 Marcílio Dias
Criciúma       2-0 Blumenau

##### 12ª Rodada
- 20 de abril de 1997

Chapecoense    4-2 Blumenau
Atlético       1-1 Criciúma
Marcílio Dias  2-1 Avaí
Figueirense    1-1 Tubarão
Joinville      1-0 Juventus

##### 13ª Rodada
- 23 de abril de 1997

Blumenau       0-0 Atlético
Juventus       0-1 Chapecoense
Tubarão        1-0 Joinville
Criciuma       1-1 Marcílio Dias
Avaí           0-3 Figueirense

##### 14ª Rodada
- 27 de abril de 1997

Chapecoense    3-0 Atlético
Juventus       1-0 Tubarão
Marcilio Dias  2-1 Blumenau
Figueirense    0-0 Criciúma
Joinville      3-2 Avaí

##### 15ª Rodada
- 1 de maio de 1997

Avaí           2-0 Juventus
Blumenau       1-0 Figueirense
Tubarão        4-3 Chapecoense
Atlético       0-1 Marcílio Dias
Criciúma       3-1 Joinville

##### 16ª Rodada
- 4 de maio de 1997

Chapecoense    4-0 Marcílio Dias
Juventus       1-1 Criciúma
Tubarão        3-1 Avaí
Figueirense    4-0 Atlético
Joinville      2-2 Blumenau

##### 17ª Rodada
- 11 de maio de 1997

Avaí           1-0 Chapecoense
Criciúma       1-0 Tubarão
Blumenau       2-1 Juventus
Atlético       0-3 Joinville
Marcílio Dias  0-1 Figueirense

##### 18ª Rodada
- 18 de maio de 1997

Chapecoense    2-2 Figueirense
Joinville      7-3 Marcílio Dias
Juventus       1-1 Atlético
Tubarão        3-0 Blumenau
Avaí           4-2 Criciúma

#### Classificação
| 1 | Joinville          | 17 | 9 | 5 | 2 | 2 | 20 | 12 | +8  |
| 2 | Tubarão            | 17 | 9 | 5 | 2 | 2 | 15 | 9  | +6  |
| 3 | Chapecoense        | 16 | 9 | 5 | 1 | 3 | 21 | 13 | +8  |
| 4 | Figueirense        | 16 | 9 | 4 | 4 | 1 | 13 | 4  | +9  |
| 5 | Avaí               | 13 | 9 | 4 | 1 | 4 | 16 | 16 | 0   |
| 6 | Criciúma           | 13 | 9 | 3 | 4 | 2 | 12 | 11 | +1  |
| 7 | Marcílio Dias      | 11 | 9 | 3 | 2 | 4 | 12 | 19 | -7  |
| 8 | Blumenau           | 9  | 9 | 2 | 3 | 4 | 11 | 17 | -6  |
| 9 | Juventus           | 6  | 9 | 1 | 3 | 5 | 6  | 12 | -6  |
| 10 | Atlético Alto Vale | 4  | 9 | 0 | 4 | 5 | 3  | 16 | -13 |
| PG - pontos ganhos; J - jogos; V - vitórias; E - empates; D - derrotas; GP - gols pró; GC - gols contra; SG - saldo de gols |                    |    |   |   |   |   |    |    |     |

#### Semi-Finais
As semifinais foram disputadas em jogos de ida e volta, sendo que o melhor colocado da chave joga a partida de volta em casa.
- Jogo 1: 21 de maio de 1997
- Jogo 2: 25 de maio de 1997

| Time 1*     | Time 2      | Jogo 1 | Jogo 2 |
| ----------- | ----------- | ------ | ------ |
| Figueirense | Joinville** | 2-1    | 3-4    |
| Chapecoense | Tubarão     | 2-2    | 0-1    |

* Os clubes citados primeiro tiveram a primeira partida jogada em casa, ou seja, tiveram pior colocação que o segundo citado.

** Clube classificado devido ao melhor desempenho na fase inicial.

Itálico: Clubes classificados para a final.

#### Final
O melhor colocado na classificação geral (Joinville) jogou a partida de volta em casa.
- Jogo 1: 28 de maio de 1997
- Jogo 2: 31 de maio de 1997

| Campeão | Vice-Campeão | Jogo 1 | Jogo 2 |
| ------- | ------------ | ------ | ------ |
| Tubarao | Joinville    | 2-2    | 2-1    |

Itálico: Clube campeão da primeira fase e classificado para as finais.

### Classificação Geral
| 1 | Chapecoense        | 32 | 18 | 9 | 5 | 4  | 33 | 22 | +11 |
| 2 | Joinville          | 29 | 18 | 9 | 2 | 7  | 39 | 25 | +14 |
| 3 | Avaí               | 29 | 18 | 9 | 2 | 7  | 30 | 27 | +3  |
| 4 | Figueirense        | 29 | 18 | 7 | 8 | 3  | 25 | 12 | +13 |
| 5 | Tubarão            | 28 | 18 | 8 | 4 | 6  | 24 | 22 | +2  |
| 6 | Marcílio Dias      | 23 | 18 | 5 | 8 | 5  | 24 | 30 | -6  |
| 7 | Blumenau           | 22 | 18 | 6 | 4 | 8  | 18 | 25 | -7  |
| 8 | Criciúma           | 20 | 18 | 5 | 5 | 8  | 30 | 28 | +2  |
| 9 | Atlético Alto Vale | 18 | 18 | 4 | 6 | 8  | 18 | 30 | -12 |
| 10 | Juventus           | 16 | 18 | 4 | 4 | 10 | 17 | 37 | -20 |
| PG - pontos ganhos; J - jogos; V - vitórias; E - empates; D - derrotas; GP - gols pró; GC - gols contra; SG - saldo de gols |                    |    |    |   |   |    |    |    |     |

|  |                                                      |
|  | Classificados às fases finais                        |
|  | Classicados às fases finais por vencer um dos turnos |
|  | Rebaixado à Segunda Divisão de 1998                  |

### Fase Final

#### Semifinais
As semifinais foram disputadas em jogos de ida e volta, sendo que o melhor colocado da chave joga a partida de volta em casa.
- Jogo 1: 4 de junho de 1997
- Jogo 2: 7 de junho de 1997

| Time 1*     | Time 2  | Jogo 1 | Jogo 2 |
| ----------- | ------- | ------ | ------ |
| Chapecoense | Tubarão | 2-2    | 1-2    |
| Joinville   | Avaí    | 0-2    | 2-2**  |

* Os clubes citados primeiro tiveram a primeira partida jogada em casa, ou seja, tiveram pior colocação que o segundo citado.

** Este jogo ocorreu no dia 8 de junho de 1997.
Itálico: Clubes classificados para a final.

#### Final
O melhor colocado na Primeira Fase (Avaí) jogou a partida de volta em casa.
- Jogo 1: 15 de junho de 1997
- Jogo 2: 22 de junho de 1997

| Campeão | Vice-Campeão | Jogo 1 | Jogo 2                      |
| ------- | ------------ | ------ | --------------------------- |
| Avaí    | Tubarão      | 1-0    | 0-2 Itálico: Clube campeão. |

## Campeão Geral
| Campeonato Catarinense de 1997 |
| ------------------------------ |
| Avaí Futebol Clube 13º Título  |